# Falkenklippe

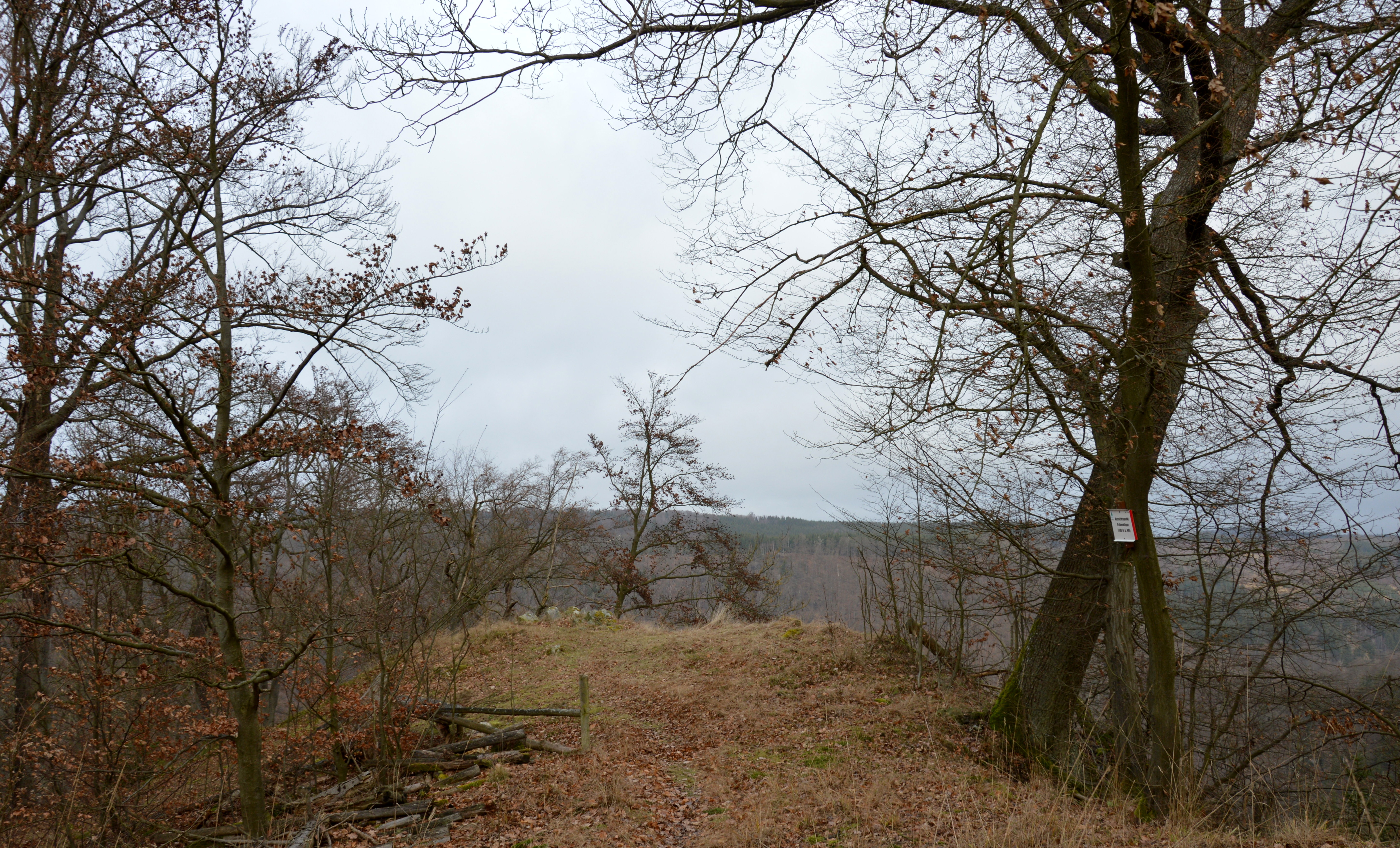
Falkenklippe

Die Falkenklippe ist ein Felsvorsprung im Harz in Sachsen-Anhalt.
Die zu den Harzklippen gehörende Falkenklippe befindet sich an der nördlichen Flanke der Falkenhöhe (Harz) in der zu Thale gehörenden Gemarkung Treseburg. Sie hat eine Höhe von 405,2 Metern und erhebt sich hoch an der Südseite des Bodetals. Von ihr besteht eine weite Aussicht auf das Bodetal mit Altenbrak und Treseburg. Südlich der Klippe führt ein Wanderweg entlang, der nach Osten in Richtung Treseburg und nach Westen in Richtung Altenbrak führt.